# Tribus confédérées de la communauté de Grand Ronde
Les tribus confédérées de la communauté de Grand Ronde (Confederated Tribes of the Grand Ronde Community of Oregon, CTGR) consistent en 27 tribus amérindiennes ayant des liens historiques dans l'Ouest de l'Oregon, de la côte pacifique à la bordure orientale de la chaîne des Cascades, et de la frontière avec l'État de Washington à celle de la Californie. La communauté gère une réserve de 42 km2, la communauté de Grand Ronde, établie en 1855. Pour des raisons pratiques, les tribus ont dû adopter un langage commun, le chinook wawa.

## Peuples de la communauté
Les tribus déplacées vers la communauté de Grand Ronde proviennent des peuples suivants :
- Shastas ;
- Shastas Costa ;
- Kalapuyas ;
- Molalas ;
- Rogue River ;
- Klickitat ;
- Chinook ;
- Tillamooks ;
- Iroquois.